# OpenType
OpenType is een indeling voor lettertypen die in 1996 werd ontwikkeld door Microsoft. Begin 2005 zijn er meer dan 7000 lettertypen beschikbaar in de OpenType-indeling, waarvan ongeveer een derde afkomstig is van Adobe.

## Geschiedenis
OpenType werd door Microsoft ontwikkeld met de bedoeling de opvolger te zijn voor de TrueType-indeling, die ontwikkeld werd door Apple en Microsoft. Microsoft probeerde de gebruiksvriendelijke eigenschappen van TrueType te combineren met de geavanceerde typografische mogelijkheden van de PostScript-indeling van Adobe.

## Beschrijving
OpenType gebruikt de algemene structuur van TrueType-lettertypen, maar voegt verscheidene unieke opties toe die de typografische capaciteiten van de lettertypen verbeteren.
Tot de distinctieve eigenschappen van OpenType behoren: 
- De lettertypecodering is gebaseerd op Unicode en kan iedere taal (of meerdere talen) bevatten.
- OpenType-lettertypen kunnen tot 65.536 tekens bevatten (16 bit).
- In OpenType-lettertypen kunnen geavanceerde typografische gegevens worden opgenomen, om te zorgen voor de juiste typografische behandeling van complexe talen, en geavanceerde typografische capaciteiten voor eenvoudigere talen, zoals het Nederlands.

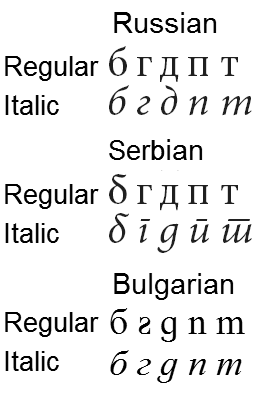
Specifieke Russische (boven) en de juiste Servische / Macedonische (onder) letters. Dit is een voorbeeld van wanneer Unicode-ondersteuning niet voldoet. OpenType en concurrerende technologieën moeten het probleem dan zien op te lossen.